# 更羸
更羸（？－？）戰國时期魏国神箭手。

## 記載
《战国策·楚策四》：“異日者，更羸與魏王處京臺之下，仰見飛鳥。更羸謂魏王曰：『臣為王引弓虛發而下鳥。』魏王曰：『然則射可至此乎？』更羸曰：『可。』有間，雁從東方來，更羸以虛發而下之。魏王曰：『然則射可至此乎？』更羸曰：『此孽也。』王曰：『先生何以知之？』對曰：『其飛徐而鳴悲。飛徐者，故瘡痛也；鳴悲者，久失群也，故瘡未息，而驚心未至也。聞弦音，引而高飛，故瘡隕也。』”
戰國時，神射手更羸和魏王站在高臺下。更羸抬頭仰望空中的飛鳥，便對魏王說：「大王，我可以不用箭，只需拉響弓弦，就能為大王射下一隻鳥來。」魏王說：「你的射術真有這麼高妙嗎？」更羸說：「是的。」
過了一會兒，有一隻雁從東方飛來，更羸拉弓虛發，大雁就應聲而落。魏王驚異地問說：「你的射術為什麼這麼高妙呢？」更羸說：「沒什麼，因為這是一隻受過傷還沒有復原的雁鳥。」魏王問：「先生是怎麼知道的呢？」更羸回答說：「這雁鳥飛得很慢，鳴聲悲哀。飛行緩慢，是因為牠創傷未癒；叫聲悲哀，是因為牠跟雁群失散已久了。舊傷未癒，餘悸猶存，所以一聽見弓弦響聲就急忙展翅高飛。一使勁，導致瘡傷復發，雁鳥就掉下來了。」